# (15820) 1994 TB
(15820) 1994 TB é um plutino, com uma ressonância orbital 2:3 com Netuno. Foi descoberto em 2 de outubro de 1994 por D. C. Jewitt e J. Chen. Possui um semieixo maior de 39,820 UA e um período orbital de 251,28 anos. Seu diâmetro é de 153 km.